# Monoxenus
Monoxenus är ett släkte av skalbaggar. Monoxenus ingår i familjen långhorningar.

## Dottertaxa tillMonoxenus, i alfabetisk ordning[1]
- Monoxenus aethiopicus
- Monoxenus balteatus
- Monoxenus balteoides
- Monoxenus bicarinatus
- Monoxenus bicristatus
- Monoxenus bispinosus
- Monoxenus bufoides
- Monoxenus declivis
- Monoxenus elevatus
- Monoxenus elongatus
- Monoxenus flavescens
- Monoxenus fuliginosus
- Monoxenus horridus
- Monoxenus infraflavescens
- Monoxenus insularis
- Monoxenus kaboboanus
- Monoxenus kenyensis
- Monoxenus lujae
- Monoxenus mambojae
- Monoxenus multispinosus
- Monoxenus multituberculatus
- Monoxenus nigrofasciaticollis
- Monoxenus nigrovitticollis
- Monoxenus nodosoides
- Monoxenus nodosus
- Monoxenus ruandae
- Monoxenus spinator
- Monoxenus spinosus
- Monoxenus strandi
- Monoxenus teocchii
- Monoxenus tridentatus
- Monoxenus turrifer
- Monoxenus unispinosus